# Orden del Salvador
La Orden del Salvador o del Redentor (en griego, Τάγμα του Σωτήρος) es una medalla al mérito de Grecia. La Orden del Salvador es la más antigua y más alta distinción del Estado griego moderno.  

## Fundación
La fundación de la Orden del Salvador fue decidida por la Cuarta Asamblea Nacional en Argos en 1829, durante el último año de la Guerra de independencia de Grecia. No obstante, la decisión no se puso en práctica inmediatamente, y el decreto correspondiente fue firmado en Nafplio por el Consejo de Regencia (Josef Ludwig von Armansperg, Karl von Abel y Georg Ludwig von Maurer) en nombre del rey Otón el 20 de mayo de 1833. De acuerdo con el decreto de creación, el nombre de la Orden «deberá recordar, por la asistencia divina milagrosa y fortuitamente conseguida, la salvación de Grecia».

## Grados y criterios
Desde su fundación en 1833, y de la misma forma que las otras órdenes al mérito griegas, la Orden del Salvador tiene cinco clases:
- Gran Cruz (Μεγαλόσταυρος) - lleva la insignia de la Orden en una faja en el hombro derecho, y la estrella de la Orden en el pecho izquierdo;
- Gran Comandante (Ανώτερος Ταξιάρχης) - lleva la insignia de la Orden en un collar, y la estrella de la Orden en el pecho izquierdo;
- Comandante (Ταξιάρχης) - lleva la insignia de la Orden en un collar;
- Cruz de Oro (Χρυσούς Σταυρός) - lleva la insignia en una cinta en el pecho izquierdo;
- Cruz de Plata (Αργυρούς Σταυρός) - lleva la insignia en una cinta en el pecho izquierdo.

Según el decreto original, la Orden debía ser otorgada a ciudadanos griegos que hubieran tomado parte en la Guerra de la Independencia, o que se hubieran distinguido de ahora en adelante en cualquier rama del servicio público, en el ejército y en la marina, el cuerpo diplomático y judicial, en la administración pública, en las artes, la ciencia, la agricultura y la industria, el comercio, o se distinguieran en cualquier otro campo social con excepcional virtud cívica, y con servicios ilustres al trono, por la gloria del nombre helénico y por el bienestar de la patria, mientras que los extranjeros eran admitidos o bien por los servicios pasados a Grecia, o por su capacidad para traer honor a la Orden, a través de sus virtudes personales y excelencia.
El decreto original establecía límites específicos sobre el número de galardonados: mientras que la Cruz de Plata podía ser adjudicada a voluntad, la cruz de oro era limitada a 120, los comandantes a 30, Grandes Comandantes a 20, y las Grandes Cruces a 12. Los receptores extranjeros, así como los príncipes de la familia real griega no contaban. En la actualidad la Gran Cruz se concede únicamente a jefes de Estado extranjeros.
El primer galardonado con la Gran Cruz de la Orden del Salvador fue el rey Luis I de Baviera, padre del rey Otón, en 1833. Otros receptores distinguidos fueron Andreas Miaoulis en 1835, el barón Gunther Heinrich von Berg el 21 de febrero de 1837, Petrobey Mavromichalis, Alexandros Mavrokordatos y Lazaros Kountouriotis en 1836, Andreas Zaimis, Theodoros Kolokotronis y Georgios Kountouriotis en 1837, y Konstantinos Kanaris en 1864.

## Insignia
La forma de la insignia ha sido alterada en diversas ocasiones desde la creación de la Orden, el cambio más evidente es la eliminación de la corona durante los periodos de gobierno republicano. La forma actual de la Orden se regula por el Decreto Presidencial 849/1975 (ΦΕΚ 273 Α/1975.04.12).
El decreto original de 1833 describió la insignia de la Orden como consistente en una cruz de Malta de blanco esmaltado (plata para la cruz de plata, de oro para los grados superiores), coronada por una corona, situada  sobre una corona de flores de color verde esmaltado, la mitad de la rama de roble y la otra mitad de laurel. En el anverso aparece una cruz blanca sobre un fondo azul (el escudo de armas de Grecia) con las armas bávaras de Otón en un escusón en el centro, rodeado por la siguiente inscripción en el anillo exterior: Η ΔΕΞΙΑ ΣΟΥ ΧΕΙΡ, ΚΥΡΙΕ, ΔΕΔΟΞΑΣΤΑΙ ΕΝ ΙΣΧΥΙ («Vuestra mano derecha, Señor, ha estado magnificada en el poder», Éxodo, 15:6). En el reverso aparece un retrato de Otón con la inscripción circular: ΟΘΩΝ, ΒΑΣΙΛΕΥΣ ΤΗΣ ΕΛΛΑΔΟΣ («Otón, Rey de Grecia»).
Después de la deposición de Otón en 1863, su retrato fue retirado y substituido por un icono de Jesús, el Redentor de la soteriología ortodoxa cristiana. Esto dio como resultado el uso de este lado como anverso, con el escudo de armas nacional (purgado del escudo de Baviera) relegado al reverso, y las inscripciones correspondientes cambiaron: la inscripción del anverso se mantuvo en su sitio, y el reverso ofreció una nueva inscripción: Η ΕΝ ΑΡΓΕΙ Δ´ ΕΘΝΙΚΗ ΤΩΝ ΕΛΛΗΝΩΝ ΣΥΝΕΛΕΥΣΙΣ - 1829 («La IV Asamblea Nacional de los Helénicos en Argos - 1829»).
La estrella de la Orden es de plata de ocho puntas con el mismo disco central como en la insignia de la Orden. En un principio las estrellas eran bordadas, pero con el tiempo se hicieron de plata maciza, una práctica que todavía continua en la actualidad.
La cinta de la orden es azul claro con bordes blancos, reflejando los colores nacionales de Grecia.

## Galería

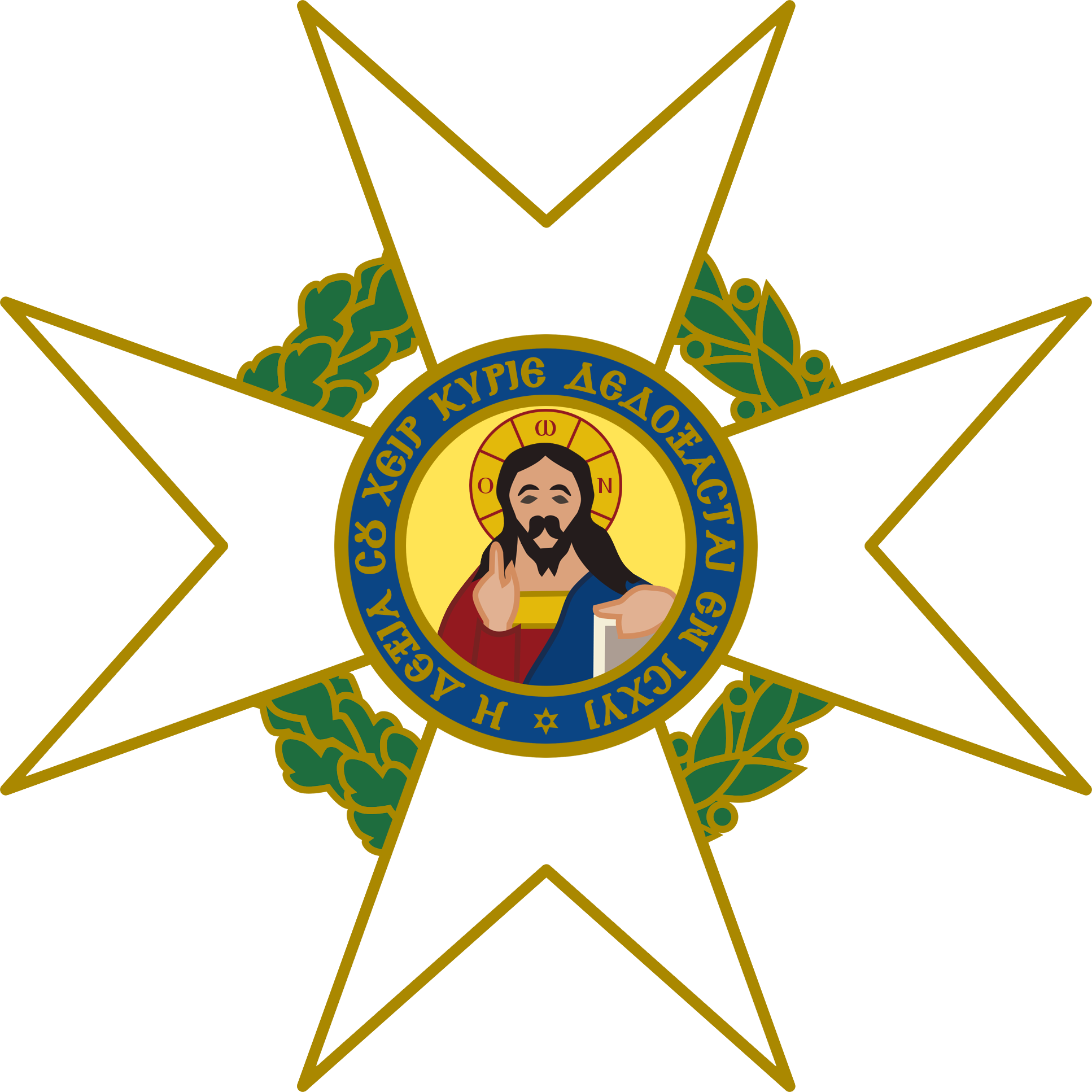
Anverso de la medalla
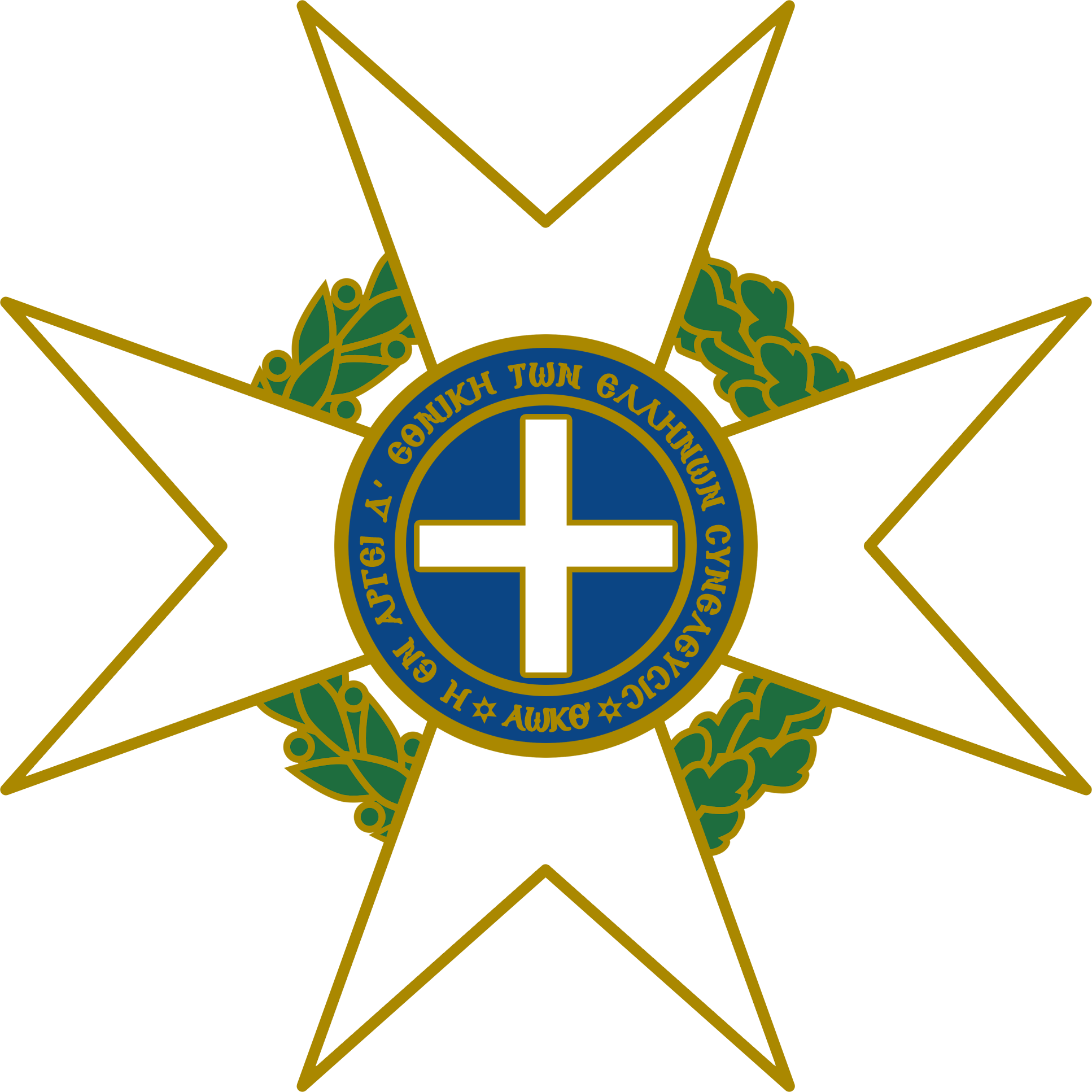
Reverso de la medalla
Cruz heráldica
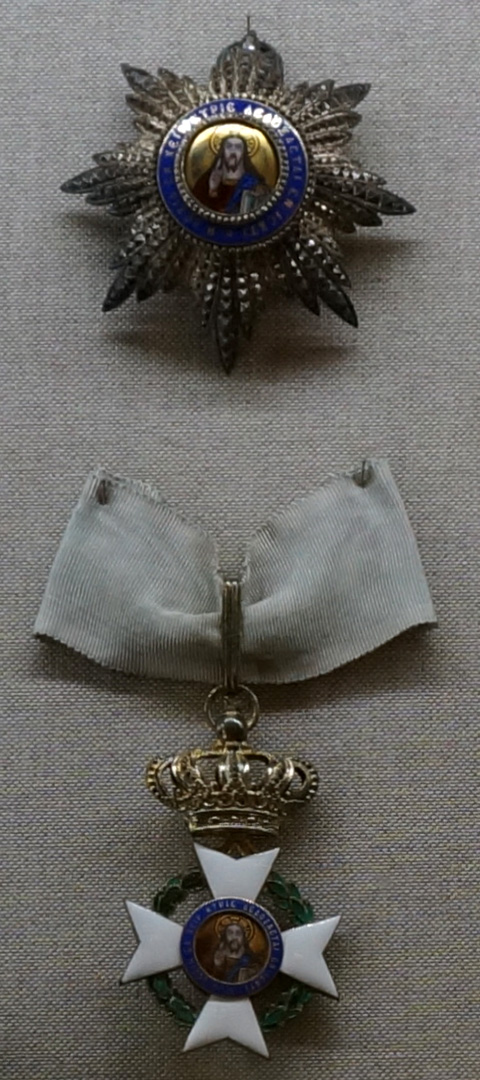
Medalla de Gran Comandante